# Bilichilde (femme de Childéric II)
Pour les articles homonymes, voir Bilichilde.
Titre
Reine des Francs
Bilichilde (ou Bilihilde, en latin Bilihildis) (née vers 654 - morte en 675) est une reine des Francs, épouse de Childéric II (650-675), roi d'Austrasie.
Fille du roi Sigebert III d'Austrasie et d'Himnéchilde, elle épousa à la fin de 662 son demi-cousin Childéric II, fils de Clovis II et de Bathilde. Ce mariage princier visait sans doute à légitimer l'accession au trône du jeune Childéric en Austrasie, tout en assurant une alliance symbolique entre les reines régentes Bathilde de Neustrie et Himnechilde d'Austrasie.
Bilichilde fut assassinée avec son mari en 675, lors d'une embuscade en forêt de Lognes (ou Livry) organisée par le parti pro-neustrien du leude Bodilon. La Chronique du Pseudo-Frédégaire précise que la reine était alors enceinte, tandis qu'une source hagiographique ajoute que le couple royal fut assassiné avec son fils Dagobert.
Les deux souverains furent enterrés dans l'église de Saint-Germain-des-Prés. Un petit cercueil de pierre retrouvé lors des fouilles auprès de leurs tombeaux semble attester l'existence du jeune prince Dagobert.
Le futur roi Chilpéric II de Neustrie (670-721), que l'on extirpa d'un obscur couvent où il vivait sous le nom de Daniel, fut prétendu fils de Childéric II et de Bilichildis par la famille pippinide des maires du Palais.